# Górki Małe (gromada)
Górki Małe – dawna gromada, czyli najmniejsza jednostka podziału terytorialnego Polskiej Rzeczypospolitej Ludowej w latach 1954–1972.
Gromady, z gromadzkimi radami narodowymi (GRN) jako organami władzy najniższego stopnia na wsi, funkcjonowały od reformy reorganizującej administrację wiejską przeprowadzonej jesienią 1954 do momentu ich zniesienia z dniem 1 stycznia 1973, tym samym wypierając organizację gminną w latach 1954–1972.
Gromadę Górki Małe siedzibą GRN w Górkach Małych utworzono – jako jedną z 8759 gromad na obszarze Polski – w powiecie łódzkim w woj. łódzkim, na mocy uchwały nr 34/54 WRN w Łodzi z dnia 4 października 1954. W skład jednostki weszły obszary dotychczasowych gromad Górki Małe, Górki Duże, Tążewy, Szczukwin (z wyłączeniem siedliska Szczukwin-Posada) i Dylew (z wyłączeniem wsi Bądzyń i osady młyńskiej Bądzyń) ze zniesionej gminy Kruszów w powiecie łódzkim, a także obszar dotychczasowej gromady Jutroszew oraz wieś Lesieniec i osada karczemna Lesieniec z dotychczasowej gromady Maleniec ze zniesionej gminy Grabica w powiecie piotrkowskim. Dla gromady ustalono 22 członków gromadzkiej rady narodowej.
1 stycznia 1958 do gromady Górki Małe przyłączono część zniesionej gromady Zofiówka (wieś Bądzyń, osada młyńska Bądzyń, kolonia Stanisławów, parcelacja i kolonia Wola Kazubowa oraz wieś Wola Kazubowa).
1 lipca 1968 z gromady Górki Małe wyłączono przysiółek Budy Tążewskie, wieś Lesieniec, wieś i kolonię Tążewy oraz kolonię Władysławów, włączając je do gromady Dłutów w powiecie łaskim w tymże województwie, po czym gromadę Górki Małe  zniesiono, a jej (pozostały) obszar włączono do znoszonej gromady Kruszów w powiecie łódzkim.